# Julio García Fernández de los Ríos
Julio García Fernández de los Ríos (Reinosa, 31 de diciembre de 1894-Madrid, 29 de julio de 1969) fue un militar y jinete español que compitió en la modalidad de salto ecuestre; campeón olímpico en Ámsterdam 1928. Fue presidente de la Real Federación Hípica Española.
Participó en los Juegos Olímpicos de Ámsterdam 1928, obteniendo una medalla de oro en la prueba por equipos (junto con José Navarro Morenés y José Álvarez de las Asturias Bohorques), y el decimosegundo lugar en la individual.

## Palmarés internacional
| Juegos Olímpicos | Juegos Olímpicos         | Juegos Olímpicos | Juegos Olímpicos |
| Año              | Lugar                    | Medalla          | Categoría        |
| ---------------- | ------------------------ | ---------------- | ---------------- |
| 1928             | Ámsterdam (Países Bajos) | Medalla de oro   | Por equipos      |